# 光谷生物城
光谷生物城（Biolake）是在“中国光谷”武汉东湖高新区建设的国家级产业基地，占地30平方公里。2007年发改委批准武汉国家生物产业基地，“光谷生物城”。光谷生物场拥有生物创新园、生物医药园、生物农业园、医疗器械园、生物能源园、中新（武汉）生物科技园。其生物产业已跃居中国第三，仅次于上海张江和北京中关村。